# Kill 'em All
Kill 'em All är Metallicas debutalbum, utgivet den 25 juli 1983. Albumet var även ett av de absolut första inom thrash metal-stilen. Skivan innehåller några av Metallicas mest kända låtar, såsom "Seek & Destroy", "The Four Horsemen" och "Jump In The Fire" (som även gavs ut som singel). Albumet innehåller även den instrumentala låten "(Anesthesia) Pulling Teeth" som endast framförs av den numera avlidna basisten Cliff Burton och trummisen Lars Ulrich. "The Four Horsemen" hade tidigare framförts under namnet "The Mechanix", men efter att Dave Mustaine som även skrev låten fick sparken ändrades texten. Originalversionen finns på Megadeths första album Killing Is My Business... And Business Is Good!. Kill 'em All är det enda Metallica-albumet med låtar där endast en är upphovsman, Motorbreath av James Hetfield och (Anesthesia)-Pulling Teeth av Cliff Burton.
Från början ville bandet att albumets titel skulle vara Metal Up Your Ass och omslaget skulle prydas av en arm hållande en kniv som kom upp ur en toalettstol, men skivdistributörerna vägrade släppa ett album med det namnet. Som reaktion på detta fick albumet namnet Kill 'em all ("döda dem alla"). Cliff kom på frasen när han skulle kommentera skivdistributörerna - "Kill 'em All". Metal up your ass! blev något av ett slagord för Metallica under deras konserter under de följande åren.
En omdebatterad punkt bland både Metallica- och Megadethfans är det att, som Dave Mustaine själv säger, Metallica använde låtar och riff som Mustaine skrivit (ibland något omändrade) fast de inte fick. Mustaine säger att han skrev alla låtar i Kill 'em all-abumet[källa behövs], ett påstående ingen i bandet håller med om. Mustaine säger sig också ha inspelade låtar från innan han spelade med Metallica och att han där har bevis för att han gjort låtarna[källa behövs].

## Låtlista
All sångtext är skriven av James Hetfield. 
| 1. | Hit the Lights                              | James Hetfield, Lars Ulrich                | 4:16 |
| 2. | The Four Horsemen                           | James Hetfield, Lars Ulrich, Dave Mustaine | 7:13 |
| 3. | Motorbreath                                 | James Hetfield                             | 3:08 |
| 4. | Jump in the Fire                            | James Hetfield, Lars Ulrich, Dave Mustaine | 4:41 |
| 5. | (Anesthesia) - Pulling Teeth (instrumental) | Cliff Burton                               | 4:15 |
| 6. | Whiplash                                    | James Hetfield, Lars Ulrich                | 4:10 |

| 7.           | Phantom Lord   | James Hetfield, Lars Ulrich, Dave Mustaine | 5:02  |
| 8.           | No Remorse     | James Hetfield, Lars Ulrich                | 6:26  |
| 9.           | Seek & Destroy | James Hetfield, Lars Ulrich                | 6:55  |
| 10.          | Metal Militia  | James Hetfield, Lars Ulrich, Dave Mustaine | 5:09  |
| Total längd: | Total längd:   | Total längd:                               | 51:15 |

### Bonusspår
| 11.          | Am I Evil? (Cover av Diamond Head) | Sean Harris, Brian Tatler          | 7:49  |
| 12.          | Blitzkrieg (Cover av Blitzkrieg)   | Ian Jones, Jim Sirotto, Brian Ross | 3:35  |
| Total längd: | Total längd:                       | Total längd:                       | 62:39 |

| 11.          | The Four Horsemen (Live in Seattle 1989) | 5:31  |
| 12.          | Whiplash (Live in Seattle 1989)          | 4:19  |
| Total längd: | Total längd:                             | 61:05 |

## Medverkande
- James Hetfield - sång, kompgitarr
- Kirk Hammett - sologitarr
- Cliff Burton - bas
- Lars Ulrich - trummor

- Kill 'Em All på Allmusic (engelska)